# Aldeanueva de San Bartolomé
Aldeanueva de San Bartolomé – gmina w Hiszpanii, w prowincji Toledo, w Kastylii-La Mancha, o powierzchni 34,61 km². W 2011 roku gmina liczyła 504 mieszkańców.